# Taras Hreniak
Taras Ołeksijowycz Hreniak, ukr. Тарас Олексійович Греняк, ros. Тарас Алексеевич Греняк, Taras Aleksiejewicz Grieniak (ur. 8 listopada 1952 w Monasterzyskach, w obwodzie tarnopolskim, Ukraińska SRR, zm. 2 czerwca 2009 w Tarnopolu, Ukraina) – ukraiński piłkarz, grający na pozycji obrońcy, trener piłkarski.

## Kariera piłkarska
Występował w drużynach amatorskich, a w 1978 jako grający trener w Nywie Podhajce.

## Kariera trenerska
Po zakończeniu kariery piłkarza rozpoczął pracę szkoleniowca. Od 1978 pracował w sztabie szkoleniowym Nywy Podhajce, gdzie pracował na stanowiskach asystenta trenera i administratora. Od sierpnia do końca 1984 prowadził Nywę, która przeniosła się do Brzeżan. Po kolejnym przeniesieniu do Tarnopola, kontynuował pracę w klubie na stanowisku asystenta trenera, administratora i dyrektora sportowego klubu. W 1987 pomógł kubowi zdobyć wicemistrzostwo Ukraińskiej SRR.
2 czerwca 2009 roku zmarł w Tarnopolu w wieku 57 lat.